# Africallagma sapphirinum
Africallagma sapphirinum е вид насекомо от семейство Coenagrionidae.

## Разпространение
Видът е разпространен в Южна Африка.